# Papiro 61
El Papiro 61 (en la numeración Gregory-Aland) designado como {\displaystyle {\mathfrak {P}}}61, es una copia antigua de una parte del Nuevo Testamento en griego. Es un manuscrito en papiro de las Epístolas paulinas y contiene las partes: Ro 16:23-27; 1 Cor 1:1-2.4-6; 5:1-3.5-6.9-13; Fil 3:5-9.12-16; 1 Tes 1:2-3; Tit 3:1-5.8-11.14-15; File. 4-7. Ha sido asignado paleográficamente al siglo VIII.
El texto griego de este códice es un representante del Tipo textual alejandrino, también conocido neutral o egipcio. Kurt Aland la designó a la Categoría II de los manuscritos del Nuevo Testamento.
Este documento se encuentra en la Biblioteca Pierpont Morgan (J. Pierpont Morgan Library) (P. Colt 5) en Nueva York.